# Camou-Cihigue
Camou-Cihigue település Franciaországban, Pyrénées-Atlantiques megyében. Lakosainak száma 105 fő (2022. január 1.). Camou-Cihigue Alçay-Alçabéhéty-Sunharette, Alos-Sibas-Abense, Aussurucq és Ossas-Suhare községekkel határos.

## Népesség
A település népességének változása:
| Lakosok száma | 97   | 97   | 104  | 101  | 101  | 101  | 101  | 103  | 105  |
|               | 2013 | 2015 | 2016 | 2017 | 2018 | 2019 | 2020 | 2021 | 2022 |